# Jerzy Schmidt (architekt)
Jerzy Schmidt (także: Szmidt) (ur. 4 grudnia 1926 w Lesznie, zm. 1991) – polski profesor architekt, urbanista.

## Życiorys
Syn Józefa (zamordowanego w Mauthausen) i Marii Foerster. W czasie okupacji, w 1940, rozpoczął pracę w warsztacie malarskim. Następnie pracował na poczcie. Po wojnie uczęszczał do gimnazjum i liceum w Lesznie.
Student Wydziału Architektury Politechniki Wrocławskiej (1947-1952). Po studiach rozpoczął pracę w Przedsiębiorstwie Projektowania Budownictwa Miejskiego "Miastoprojekt" w Poznaniu. Od 1952 członek Stowarzyszenia Architektów Polskich (1959−1960 wiceprezes, a w 1965–1966 prezes Oddziału poznańskiego). Od 1957 pracownik Miejskiej Pracowni Urbanistycznej. Przygotowywał plany ogólne nowych dzielnic: Rataje i Winogrady. W 1962 ponownie rozpoczął pracę w "Miastoprojekcie", tam został generalnym projektantem dzielnicy Rataje.
Od 1965 pracownik Państwowej Wyższej Szkoły Sztuk Plastycznych, od 1968 kierownik Pracowni Projektowania Urbanistyczno-Architektonicznego. W roku akademickim 1969/1970 wybrany dziekanem Wydziału Architektury Wnętrz.

## Wybrane projekty

Koncepcja budowy dzielnicy mieszkaniowej Rataje, 1960 (Pawuła, Piwowarczyk, Schmidt)

- Muzeum Początków Państwa Polskiego w Gnieźnie (Teisseyre, Schmidt)[4]
- Pomnik Tysiąclecia Państwa Polskiego w Gnieźnie (Jerzy Schmidt, Włodzimierz Wojciechowski, Bogdan Celichowski, Wojciech Kasprzycki, Waleria Kubacka-Schmidt, Jan Węcławski, Józef Jurek, Czesław Kowalski, Leonard Kuczma, Józef Kopczyński, Magdalen Abakanowicz, Stanisław Teisseyre[5], Sapała, Dembowski, Kokorniak)
- Koncepcja nowej dzielnicy mieszkaniowej "Rataje" (Pawuła, Piwowarczyk, Schmidt, Mycko-Golec)
- Zakład Maszynoznawstwa Wyższej Szkoły Technicznej
- budynek szkoły podstawowej w Poznaniu
- przystań AZS w Kiekrzu
- przystań kajakowa w Łagowie
- Międzyszkolny Ośrodek Sportów Wodnych w Poznaniu
- Pawilon Klubowy przy basenie w Kaliszu
- hotel turystyczny i sala taneczna w Chodzieży
- ośrodek szkoleniowy nad jeziorem Kierskim
- pływalnia i klub "Energetyka" w Poznaniu
- Pomnik Żołnierzom Garnizonu Leszczyńskiego w Lesznie
- Kościół Nawrócenia św. Pawła Apostoła w Poznaniu

## Nagrody i odznaczenia

### Odznaczenia
- 1966 – Odznaka Honorowa Miasta Poznania
- 1968 – srebrna odznaka Centralnego Zarządu Spółdzielni Budownictwa Mieszkaniowego
- 1969 – Złoty Krzyż Zasługi

### Nagrody
- 1962 – zespołowa Nagroda II stopnia Komitetu Budownictwa, Urbanistyki i Architektury za ogólny plan zagospodarowania Poznania (w szczególności Rataje)
- 1966 – wyróżnienie w otwartym konkursie ogólnopolskim Stow. Architektów na projekt Muzeum Narodowego w Poznaniu
- 1967 – III nagroda za projekt pomnika Przemysława na konkursie środowiskowym ZPAP (z Bazylim Wójtowiczem)
- 1967 – III nagroda za projekt pomnika ku czci ofiar obozu w Majdanku (z Bazylim Wójtowiczem)
- 1969 – I nagroda w konkursie na plac i pomnik XXV-lecia wyzwolenia Świebodzina (z Bazylim Wójtowiczem)
- 1979 – zespołowa Nagroda I stopnia Ministerstwa Budownictwa za projekt Muzeum Początków Państwa Polskiego w Gnieźnie[6]